# Кармен Лувана
Карме́н Лува́на (англ. Carmen Luvana; нар. 23 серпня 1981 року, Бруклін, Нью-Йорк, США) —американська кіноакторка, модель, колишня порноакторка.

## Біографія
Народилася в Брукліні, Нью-Йорк. Коли Кармен було п'ять років, сім'я переїхала в Пуерто-Рико. Вона переїхала в Маямі, штат Флорида у віці 18 років, де стала танцювати в тамтешніх клубах .
У порноіндустрії дебютувала в 2001 році, першим її фільмом став «More Dirty Debutantes #211». Лувана підписала контракт зі студією Digital Sin/New Sensations, а пізніше з Adam & Eve Pictures.
Спочатку відмовлялась від сцен анального сексу як дискомфортних. Але спробувавши анальний секс в особистому житті, почала зніматися в фільмах з такими сценами, першим з яких став The Perfect Secretary.
У грудні 2007 року Лувана оголосила, що в наступному році не зніматиметься в порнофільмах .
З 2001 по 2008 рік знялася в 106 порнофільмах, після чого покинла порноіндустрію.
Разом з Остін Мур вела шоу на радіо KSEX.
З 2007 року проживає у Флориді .
Зробила камінг-аут як бісексуалка.

## Нагороди
- 2003 XRCO Award — Найкраща нова старлетка [12]
- 2003 Night Moves — Найкраща нова старлетка [13]
- 2004 XRCO Award — Найкраща лесбійська сцена (з Дженною Джеймсон) [14]
- 2004 KSEX Radio award — Найгарячіший «Жокей» KSEX [15]
- 2006 F.A.M.E. Award — Улюблена оральна старлетка [16]